# 思えば遠くへ来たもんだ (曲)
「思えば遠くへ来たもんだ」（おもえばとおくへきたもんだ）は、日本のフォークバンド・海援隊のメジャー7作目（通算12作目）及びメジャー11作目（通算16作目）のシングル。
当時武田鉄矢は谷村新司の誘いにより同じ事務所に在籍していた。事務所の社長が、国鉄のキャンペーンがあるからそのための曲を作って武田と谷村が競い合うよう指示し、その結果出来たのがこの海援隊の「思えば遠くへ来たもんだ」と、谷村新司が山口百恵に提供した「いい日旅立ち」である。キャンペーンには「いい日旅立ち」が採用された。

## オリジナル盤

### 概要
- 前作「思い出が手を振る」から約5か月ぶりにして、アルバム『堕落編』からの先行シングル。
- 表題曲はメンバーの武田鉄矢主演の1980年公開の映画『思えば遠くへ来たもんだ』の主題歌に起用された。

### 収録曲
1. 思えば遠くへ来たもんだ [4:23]
作詞：武田鉄矢
作曲：山木康世
編曲：若草恵
武田が山木に「ふきのとうの『風来坊』のような曲を作ってほしい」と依頼して制作された[2]。
2. 新宿シンデレラ [3:34]
作詞：武田鉄矢
作曲：千葉和臣
編曲：佐孝康夫

## 再発盤

### 概要
- 前作「心のかたち」から約2か月ぶりのシングル。

### 収録曲
1. 思えば遠くへ来たもんだ [4:29]
作詞：武田鉄矢
作曲：山木康世
編曲：若草恵
2. ダラクロン [3:12]
作詞：武田鉄矢
作曲：中牟田俊男
編曲：篠原信彦
アルバム『堕落編』のリード曲のリカット。

## タイアップ
- 松竹配給映画『思えば遠くへ来たもんだ』主題歌 (#1)

## カバー
- 古谷一行（1981年） - シングル「17才の頃」に収録、ドラマ版『思えば遠くへ来たもんだ』主題歌
- 関野リサ（1992年） - シングル「思えば遠くへ来たもんだ」に収録
  - NHK総合テレビで放送された『コラ!なんばしよっと』第2作のオープニングテーマとして英語を交ぜて歌詞を変えたバージョンが起用された。
- 木歩（2018年） - トリビュート・アルバム『天衣無縫 〜A Tribute to YAMAKI YASUYO〜』に収録

## 備考
- 海援隊と同じ福岡出身のチューリップが似た曲名の楽曲「思えば遠くへ来たものだ」を1972年に発表している。
  - 当曲が1978年発表であるのに対し、1972年発表のため（1972年のアルバム『魔法の黄色い靴』に収録。作詞、歌は安部俊幸、作曲は姫野達也）、此方の方が当曲よりも先である。
- 歌詞中に「故郷離れて○○年目」という部分が在るが、この箇所はオリジナルのフレーズでは「6年目」となっている。この部分をドラマや音楽番組などで状況設定に応じて武田自身が「10年目」「15年」「20年」「30年」などとアレンジして唄われ、語感の都合から「○○年目」の「目」の部分を省略する場合もある。